# Emily Barringer
Pour les articles homonymes, voir Barringer.
Emily Dunning Barringer (27 septembre 1876 - 8 avril 1961) est la première femme chirurgien ambulancier au monde et la première femme à obtenir une résidence en chirurgie.

## Biographie

### Enfance et formation
Emily Dunning naît à Scarsdale, New York, d'Edwin James Dunning et de Frances Gore Lang. La famille new-yorkaise aisée connait des temps difficiles lorsqu'elle a environ dix ans, et son père part pour l'Europe pour tenter de récupérer sa fortune, laissant sa mère avec cinq enfants. Lorsqu'un ami bien intentionné de la mère de Dunning suggère que la jeune fille devienne apprentie modiste, sa mère a dit : « Cela règle la question. Tu vas aller à l'université ». Le docteur Mary Corinna Putnam Jacobi, une amie de la famille, recommande le cours préparatoire de médecine de l'université Cornell, et son oncle, Henry W. Sage, l'un des fondateurs de Cornell, accepte de payer ses frais de scolarité. D'autres amis de la famille participent également aux dépenses. Emily Dunning obtient son diplôme en 1897 et décide de s'inscrire à la faculté de médecine de l'Infirmerie de New York. Pendant sa deuxième année, le collège fusionne avec la nouvelle école de médecine de l'université Cornell.
Elle obtient son diplôme de médecine en 1901, puis obtient la deuxième meilleure note à l'examen de qualification pour un internat à l'hôpital Gouverneur de New York mais l'hôpital refuse sa candidature. L'année suivante, elle postule à nouveau, cette fois avec le soutien de personnalités politiques et religieuses, et l'hôpital l'accepte — la première femme jamais acceptée pour une formation chirurgicale postuniversitaire au service d'un hôpital.

### Résidence
Selon le site Web de la National Medical Library (Bibliothèque médicale nationale), les collègues résidents d'Emily Barringer lui imposent des horaires de garde et des tâches de service difficiles, et la harcèle d'autres manières. Elle parle de ce harcèlement dans son autobiographie, qui « illustre la valeur du soutien des mentors, de la famille, des amis, du personnel infirmier et du public ».
Elle épouse Benjamin Emily Barringer, également médecin, le lendemain de la fin de son internat en 1904. Le couple a deux enfants, Benjamin Lang Emily Barringer (1910-1992) et Velona Emily Barringer Steever (1918-1989).

### Fin de carrière
Après la guerre, Emily Barringer prend un poste au sein du personnel gynécologique du New York Polyclinic Hospital. Elle est également chirurgienne titulaire au New York Infirmary for Women and Children, se spécialisant dans l'étude des maladies vénériennes. Elle est également devenue chirurgienne titulaire à l'hôpital Kingston Avenue de Brooklyn, puis directrice du service de gynécologie.
Emily Barringer est une défenseur du droit de vote des femmes et travaille pour améliorer l'éducation médicale des femmes, la santé publique et les réformes pour le traitement des femmes emprisonnées. Elle est présidente de l'American Medical Women's Association en 1942. En tant que co-présidente du comité de service de guerre de l'association, elle organise l'hôpital des femmes américaines en Europe, qui fournit des soins médicaux et chirurgicaux pendant et après la guerre.
Pendant la Seconde Guerre mondiale, Emily Barringer fait pression sur le Congrès pour que les femmes médecins puissent servir en tant qu'officiers dans le Corps de réserve médicale de l'armée. Le Congrès a adopté la loi Sparkman en 1943, qui a accordé aux femmes le droit de recevoir des commissions dans l'armée, la marine et le service de santé publique.
Elle a ensuite vécu à Darien et à New Canaan, dans le Connecticut, et est intronisée au Connecticut Women's Hall of Fame en 2000.

## Reconnaissance
Son autobiographie, Bowery to Bellevue : The Story of New York's First Woman Ambulance Surgeon, fait l'objet d'un film en 1952, The Girl in White, par la MGM.